# ویلیر تریستینا
ویلیر تریستینا (انگلیسی: Wilier Triestina) شرکت دوچرخه‌سازی ایتالیایی است، که در سال ۱۹۰۶ تأسیس شد.